# Muhammad Erenke
Muhammad Erenke († 1688) war Khan des Khanats Chiwa. Er herrschte von 1687 bis 1688. In seiner Regierungszeit wurde der Bau der Zitadelle Konya Ark, heute Teil des UNESCO-Welterbes Ichan Qalʼа, begonnen.
Muhammad Erenk kam an die Macht, indem er seinen Vater Anush Muhammed absetzen und blenden ließ, weil die Emire unzufrieden mit dessen wiederholten und letztlich erfolglosen Feldzügen gegen den Khan von Buchara waren. Kaum an der Macht, schickte Muhammad Erenk jedoch einen Teil seiner Emire ins Exil und rückte selbst bis nach Buchara vor. Der dortige Khan, Subhan Quli verteidigte seine Hauptstadt aber zehn Tage lang und Muhammad Erenk erlitt eine Niederlage gegen die bucharischen Entsatztruppen. 
Auf der Rückkehr von diesem Feldzug wurde er von seinen Emiren vergiftet, die den Khan Bucharas einluden, ihnen einen neuen Khan zu bestimmen. 